# JOHNNIAC

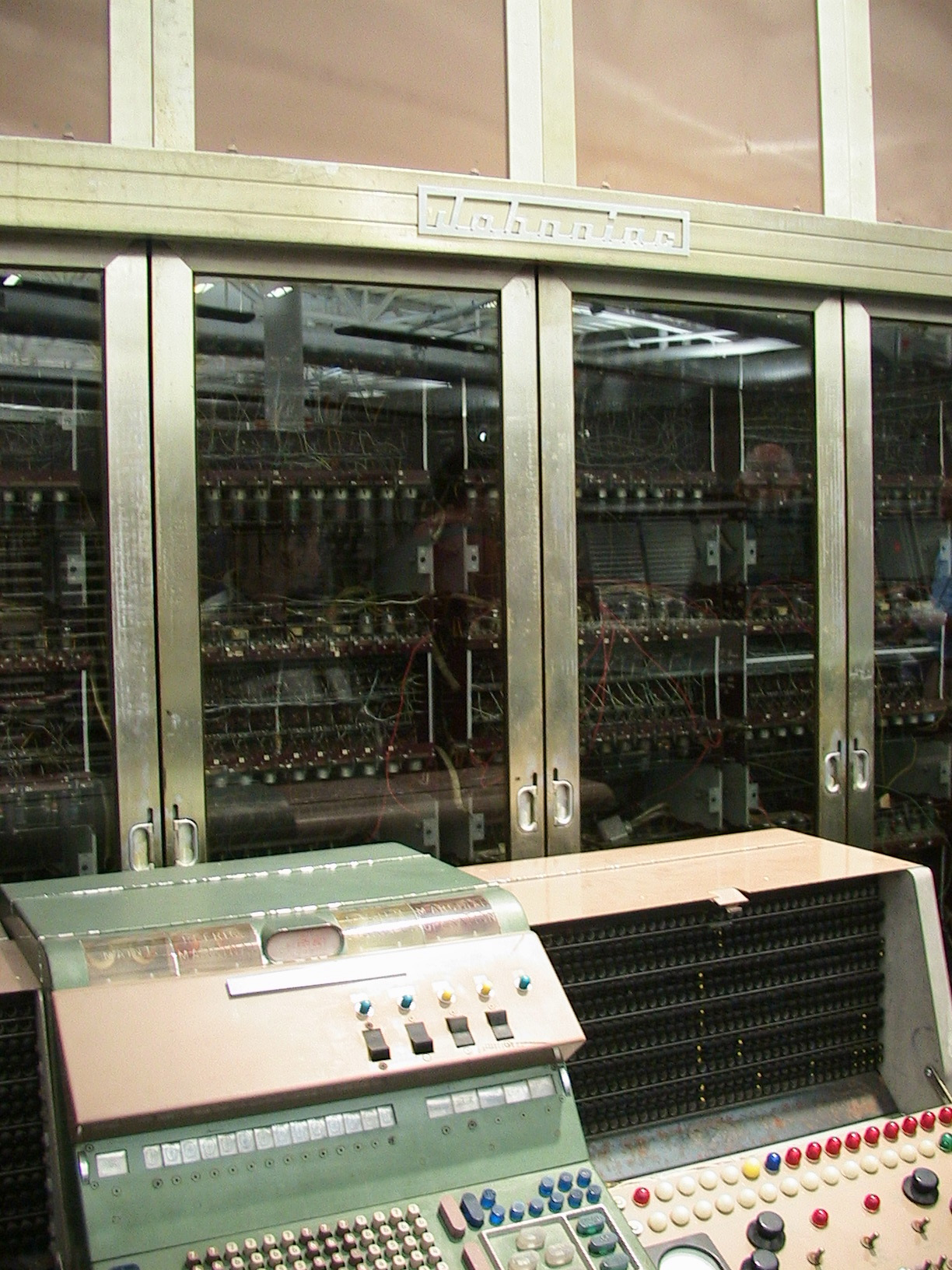
Computadora Johnniac, preservada en el Computer History Museum, California.

El JOHNNIAC fue un ordenador creado por RAND Corp. basado en la Arquitectura de von Neumann, de la que fue pionera la IAS machine. Se llama así en honor a von Neumann, acortado JOHN v Neumann. Numerical Integrator and Automatic Computer (Ordenador automático e integrador numérico). Fue sin duda el equipo con más vida útil, siendo utilizado casi continuamente desde 1953 durante más de 13 años, hasta que finalmente se apagó el 11 de febrero de 1966, después de más de 50.000 horas de funcionamiento.
Actualmente se encuentra en el Museo de la Historia de los Computadores en Mountain View, California.
Como la IAS machine, JOHNNIAC usaba palabras de 40 bits, y tenía una memoria principal, del tipo Selectrón, de 1024 palabras, cada una de 256 bits. Dos instrucciones se almacenaban en cada palabra en subpalabras de 20 bits, consistiendo en una instrucción de 8 bits y una dirección de 12 bits. Las instrucciones se operaban en serie con la parte izquierda de la subpalabra ejecutándose primero. La máquina inicial tenía 83 instrucciones. Un solo registro A facilitaba un acumulador, y la máquina también ofrecía un registro Q, de cociente. Solo había una condición de prueba, si el bit del registro A se establecía o no. No había registros índice, y las direcciones se almacenaban en las instrucciones, los bucles debían ser implementados modificando las instrucciones que el programa ejecutaba. Puesto que la máquina solo tenía 10 bits de espacio de direcciones, dos de los bits de dirección no se usaban, y a veces se usaban para almacenar datos por parte del intercalado de datos a través de las instrucciones.
Hasta el final de su vida útil, se le hicieron numerosas modificaciones al sistema. En marzo de 1955, se le añadió al sistema una memoria de núcleo de 4096 palabras, sustituyendo los selectrones. Esto requirió los 12 bits de direcciones, y causó que los programas que almacenaban datos en los "bits sobrantes" fallaran. Más tarde, aun en 1955, una memoria de tambor fue añadida como almacenamiento secundario. Un sumador basado en transistores reemplazó al original basado en tubos en 1956. Numerosos cambios se hicieron para los periféricos de entrada/salida, y en 1964, un reloj de tiempo real se añadió para apoyar el tiempo compartido.
Un legado del JOHNNIAC es el lenguaje de programación JOSS (JOHNNIAC Open Shop System), un lenguaje de programación fácil de usar para principiantes.
El Cyclone en la Universidad Estatal de Iowa fue un clon directo del JOHNNIAC, y las instrucciones eran compatibles con el mismo. Cyclone fue mejorado para incluir una unidad de coma flotante basada en hardware.

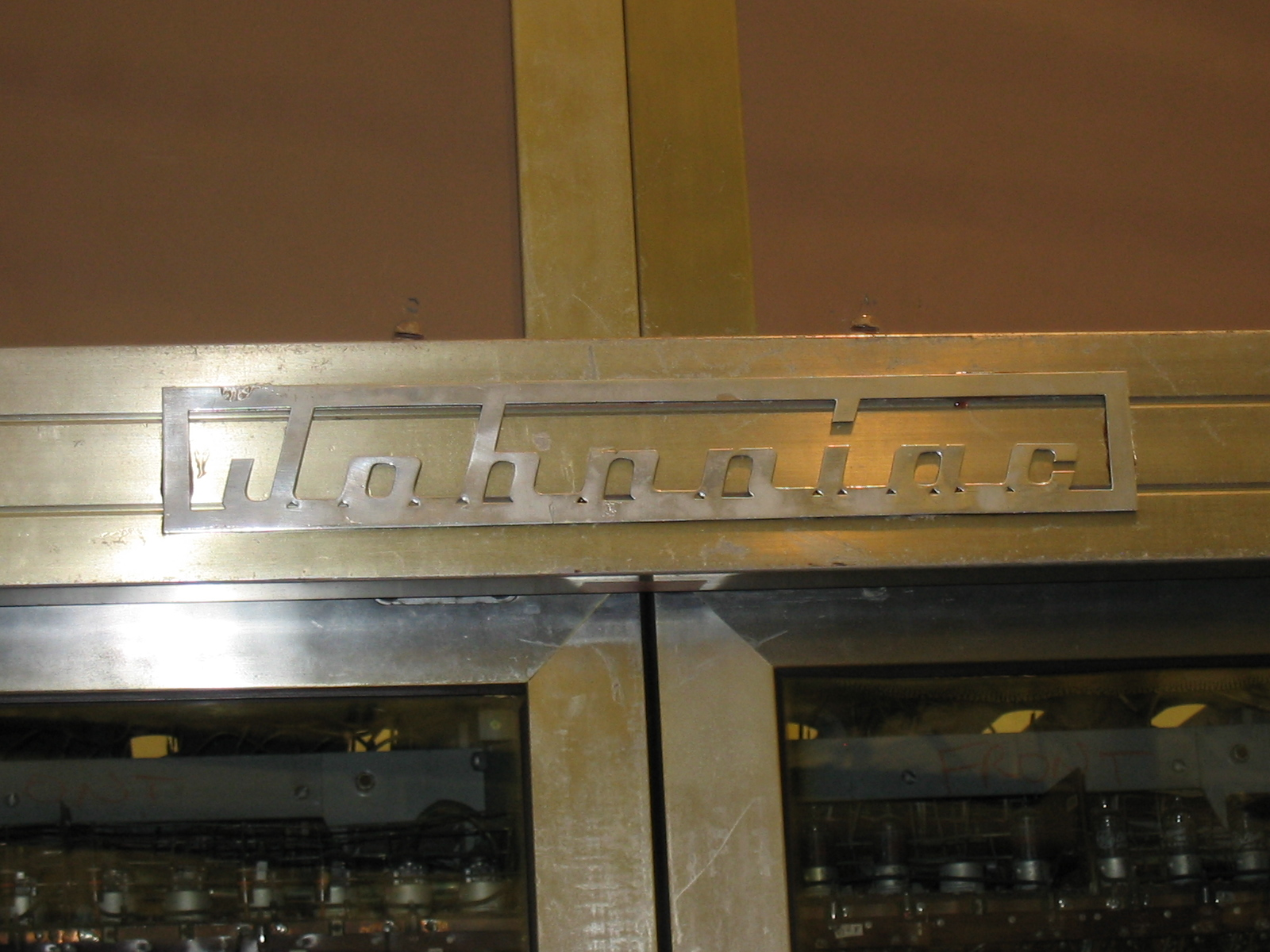
Placa con el nombre, colocada en máquina.
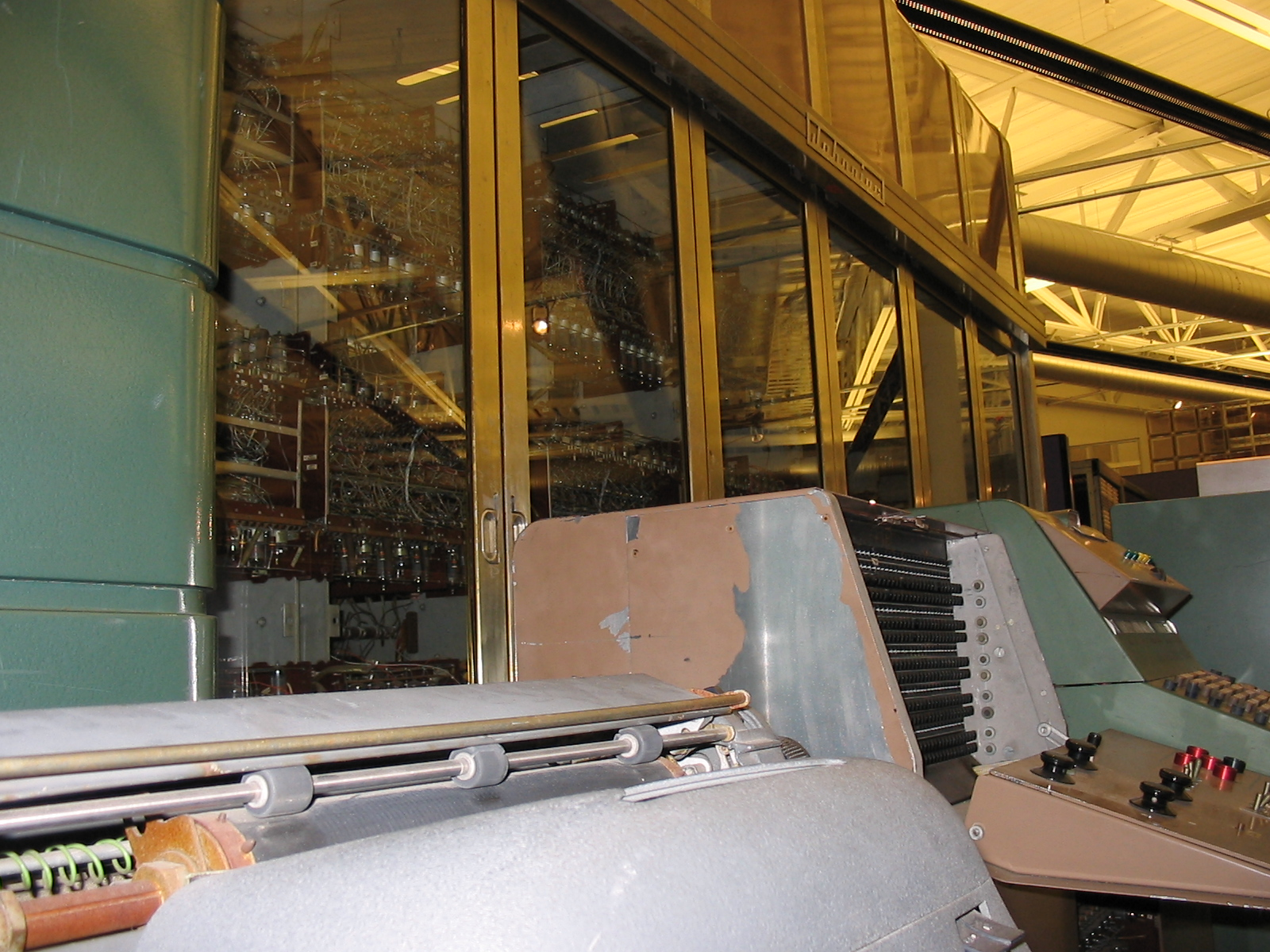
Otra vista de la máquina.
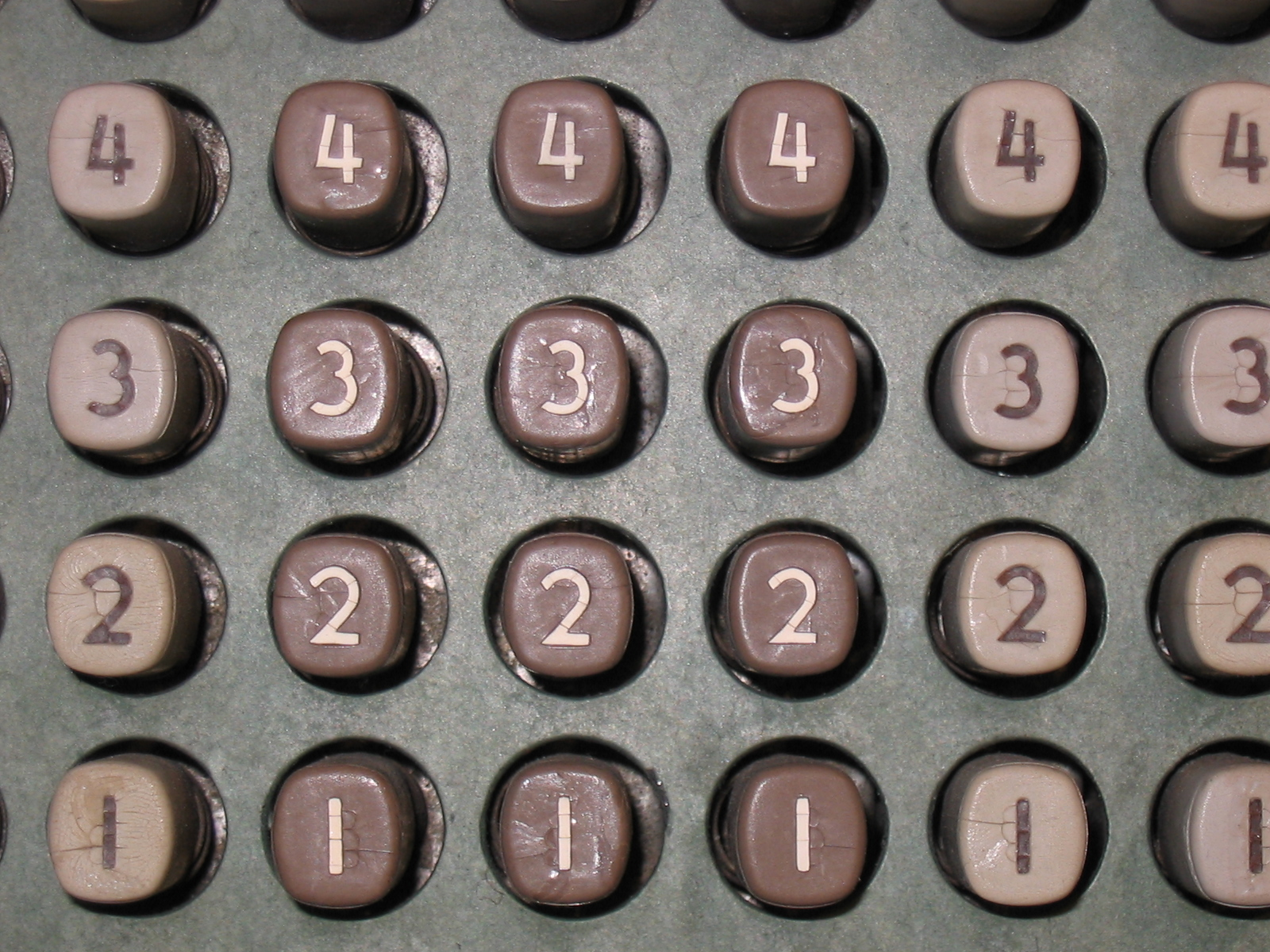
Teclado del JOHNNIAC.